# Ploidia

Um conjunto haplóide que consiste num único grupo completo de cromossomas (igual ao conjunto monoplóide), conforme mostrado na figura acima, deve pertencer a uma espécie diplóide. Se um conjunto haplóide consiste em dois grupos, deve ser de uma espécie tetraplóide (quatro conjuntos).

Exemplos de níveis de ploidia.

Ploidia é o termo designado para definir o conjunto numérico completo de cromossomas de uma determinada célula. 
A depender da aplicação pode ser utilizado para comparações entre o conjunto numérico cromossômico tido como natural (normal) de determinado organismo vivo e conjuntos numéricos derivados, ou mutantes (desvios).
A ploidia pode ser também útil na comparação numérica de cromossomos entre células de organismos distintos, ou manifestações genômicas de um mesmo organismo que variam conforme o seu estágio de desenvolvimento.
Em organismos considerados mais complexos, células de diferentes tecidos ou conjuntos celulares, costumam variar em ploidia no mesmo indivíduo. Um bom exemplo disso é comumente observado ao distinguir células somáticas de células sexuais, ou gametas, dos mais variados grupos de seres multicelulares.
As formas mais frequentes derivadas de ploidia são: haploidia, diploidia e poliploidia.       
Como ploidia refere-se a organizações numéricas de cromossomos, é um termo geralmente empregado apenas para tratar de genomas de eucariotos. Embora o termo haploide possa ser utilizado para designar o genoma bacteriano e viral, por possuírem uma estrutura de acoplamento genético único na maioria dos casos (DNA circular ou RNA circular em alguns vírus).
Podemos perceber, por exemplo, que o cariótipo comum de um Homo sapiens (2n = 2x = 22 pares de autossomos mais XX ou XY) e de uma fêmea de Characidium gomesi, um tipo de peixe triplóide (2n = 3x = 24 trios de autossomos mais ZZW) encontrado na Serra da Mantiqueira, Brasil , diferem-se profundamente quanto à ploidia.
Ploidia também refere-se portanto ao número de alelos possíveis para o conjunto de genes autossómicos e pseudo-autossómicos nela existentes. Células somáticas, tecidos e organismos indivíduais podem ser descritos de acordo com o seu nível de ploidia, ou seja do número de conjuntos de cromossomas homólogos presentes, como monoploide ou haploide (1 conjunto), diploide (2 conjuntos), triploide (3 conjuntos), tetraploide (4 conjuntos), pentaploide (5 conjuntos), e assim por diante. O termo genérico poliploide é frequentemente utilizado para descrever situações em que estejam presentes três ou mais conjuntos de cromossomas.

## Etimologia
O termo ploidia é uma derivação regressiva de haploidia e diploidia. "Ploide" é uma combinação dos termos do grego clássico -πλόος (-plóos, "-vez", "repetição") e -ειδής (-eidḗs), de εἶδος (eîdos, "forma, semelhança"). O principal significado do termo grego ᾰ̔πλόος (haplóos) é "único", de ἁ- (ha-, “um, o mesmo”). διπλόος (diplóos) significa "duplex" ou "duas vezes". Diploide, portanto, significa "formato duplo" (comparável à lógica que leva a utilização de "humanoide" para designar "formato humano").
O botânico Eduard Strasburger cunhou os termos haploide e diploide em 1905. Alguns autores sugerem que Strasburger baseou os termos no conceito de id (ou plasma germinal) de August Weismann, daí haplo-id e diplo-id. Estes termos foram inicialmente introduzidos da língua alemã para a inglesa pela tradução feita por William Henry Lang em 1908 do manual publicado em 1906 por Strasburger e colegas, e depois adoptado internacionalmente a partir dessa tradução.

## Introdução
A esmagadora maioria dos organismos que apresentam reprodução sexual são constituídos por células somáticas cujo nível de ploidia é diplóide ou superior, embora esse nível possa variar amplamente entre diferentes organismos, entre diferentes tecidos dentro do mesmo organismo e entre diferentes estágios do ciclo de vida do organismo. O que será aprofundado nas seções subsequentes.
Metade de todos os géneros de plantas conhecidos contém espécies poliploides, sendo que cerca de dois terços de todas as gramíneas são poliploides. Muitos animais são uniformemente diploides, embora a poliploidia seja comum em invertebrados, répteis e anfíbios. Em algumas espécies, a ploidia varia entre os indivíduos da mesma espécie (como no caso dos insetos sociais). Em outras espécies, alguns tecidos e sistemas de órgãos inteiros podem ser poliploides, apesar de o resto do corpo ser diploide (como no fígado dos mamíferos).
Para muitos organismos, especialmente plantas e fungos, as mudanças no nível de ploidia entre as gerações são os principais responsáveis pela especiação. Em mamíferos e aves, as alterações da ploidia são tipicamente fatais. Há, no entanto, evidências da ocorrência de poliploidia em organismos agora considerados diploides, sugerindo que a poliploidia contribuiu para a diversificação evolutiva em plantas e animais por meio de iterações sucessivas de poliploidização e rediploidização.
Cada espécie apresenta na generalidade das suas células somáticas um número característico de cromossomas, número que também de forma característa para a espécie se repete um determinado número de vezes. Usando como exemplo os humanos, estes são organismos diploides, carregando nas suas células somáticas dois conjuntos completos de cromossomas: um conjunto de 23 cromossomas oriundo do pai e um conjunto de 23 cromossomas oriundos da mãe. Os dois conjuntos combinados fornecem um total de 46 cromossomas. 

### Número cromossómico
O número total de cromossomas individuais homólogos (contando todos os conjuntos completos) de cada espécie é designado por número cromossómico. O número de cromossomas que forma um único conjunto completo de cromossomas é designado por número monoploide (em geral representado por x). O número haplóide (em geral representado por n)identifica o número total de cromossomas encontrados num  gâmeta (nos humanos um espermatozoide ou um óvulo produzida por meiose em preparação para a reprodução sexual).
Em condições normais, o número haplóide é exatamente a metade do número total de cromossomos presentes nas células somáticas do organismo. Para organismos diplóides, o número monoplóide e o número haplóide são iguais: nos humanos, ambos são iguais a 23. Quando uma célula germinativa humana sofre meiose, o conjunto diplóide de 46 cromossomas é dividido a meio para formar gâmetas haploides. Após a fusão de um gâmeta masculino e de um feminino (cada um contendo um conjunto de 23 cromossomos) durante a fertilização, o zigoto resultante apresenta novamente o complemento total de 46 cromossomos: dois conjuntos de 23 cromossomos cada.
Todos os organismo com reprodução sexual apresentam fases haplóides e diplóides. Através da duração dessas fases é possível caracterizar o tipo de ciclo celular da espécie: haplonte (se a maior parte da vida do organismo é passada como haplóide), diplonte (se a maior parte da vida do organismo é passado como diplóide) ou haplodiplonte (se a vida do organismo é dividida fases haplonte e diplonte).

## Variantes

### Monoplóide (x)
Refere-se ao indivíduo ou célula cujo material genético pode ser resumido em um único conjunto cromossomal, ou estrutura de ligação. Dessa maneira, por exemplo, um gameta humano pode ser considerado monoplóide (x = 23 estruturas unitárias de ligação), enquanto possui a exata metade do conjunto cromossomal parental (2x = 46, ou 23 pares de homólogos).
O gameta humano, portanto, é um haplóide monoplóide (n, x), pois apresenta o conjunto base cromossômico da espécie que corresponde à metade da parte homóloga correspondente das células somáticas (2n).
O mesmo não ocorre em organismos tetraploides, por exemplo o Coffea arabica. Em que as células somáticas (2n) devem ter quatro cópias (4x) para cada tipo de cromossomo, ou estrutura de ligação. O gameta desse tipo de tetraploide terá, portanto, metade do conjunto cromossômico originário, ou seja, será um haplóide (n) não monoplóide (2x).

### Haplóide (n)
Células ou indivíduos com um único genoma ou conjunto cromossômico, mas com mais de uma estrutura de ligação (quando em eucariotos), com distinção em homologia e função. Eucariontes podem ter uma fase da vida estritamente haplóide, chamada de haplofase.
Os vírus e bactérias cujo genoma contém uma única estrutura de ligação (x, monoplóide) são também haploides.
Em espécies diplóides de eucariotos podem ocorrer ocasionalmente indivíduos cujas células somáticas são haploides. Na maioria dos casos são resultado do desenvolvimento partenogenético espontâneo ou induzido de ovos não fertilizados (partenogênese), esses indivíduos são chamados monohaplóides. Devem ser distinguidos dos chamados polihaplóides, ou seja, indivíduos haploides provenientes de espécies poliplóides.
Os números cromossômicos dos aneuhaplóides não são exatamente múltiplos de um dos números básicos do grupo (ver aneuploidia), se comparado com os euhaplóides (n) igual ou múltiplo de (x). 
Aneuhaploódes podem ter cromossomos extras, ou podem apresentar deficiências nos cromossomos em relação aos euhaplóides. Além disso, os cromossomos extras podem ser parte do conjunto cromossômico da espécie ou podem ser estrangeiros. Haplóides deficientes num cromossomo do conjunto normal (subhaplóides ou nullihaplóides) são encontrados raramente. 
Os haplóides de substituição têm um ou mais cromossomos estrangeiros substituídos por cromossomos específicos da espécie. 
Haplóides de má divisão são aqueles com cromossomos telocêntricos e derivados da má divisão (centrómeros de divisão) de alguns cromossomos(s). De acordo com a sua constituição cromossômica, o comportamento meiótico (emparelhamento cromossómico) destes vários tipos de haplóides pode variar consideravelmente.
Tipos excepcionais de haploides podem ser encontrados na literatura 

### Diplóide (2n)
Células, fases do ciclo de vida ou organismos com dois conjuntos de cromossomos homólogos (um paternal e outro maternal) no qual cada tipo de cromossomo (autossômico) exceto pelo cromossomo sexual do sexo heterogamético é representado duas vezes. O símbolo utilizado na representação do número de cromossomos desses indivíduos é 2n e 2x.
A diploidia se inicia com a fusão de dois gametas haplóides durante a fertilização, onde um zigoto é formado. Uma fase diplóide dominante em organismos complexos pode lhes conceder vantagens como: mascarar mutações recessivas de caráter deletério ou permitir a existência de
genomas heterozigóticos mais interessantes ao indivíduo do que ambas as possibilidades homozigóticas.

Diploidia parcial só é conhecida em vírus e bactérias, podendo resultar de diversos mecanismos.
Bactérias que possuem parte do genoma diplóide e o restante haplóide são denominadas merozigóticas e costumam ser instáveis.

### Poliplóide (2n;3x;4x;...)
Trata tanto de células e tecidos somáticos, quanto de indivíduos (poliplóides) que possuem três (triploide), quatro (tetraploide), cinco (pentaplóide) ou mais conjuntos numéricos completos de cromossomos ao invés de dois (diplóides), portanto, pode ser considerado qualquer organismo que contenha mais de duas cópias de cada cromossomo em suas células. O poliploide pode ser considerado um estado derivado do processo denominado poliploidia, que pode ocorrer de maneira espontânea ou induzida experimentalmente através do uso de venenos mitóticos (compostos que matam células em divisão e atrapalham seu mecanismo reprodutivo, como a colchicina).
Poliploides também podem surgir em decorrência do cruzamento entre indivíduos de espécies distintas e aproximadas evolutivamente (hibridização), ou de alguns cruzamentos intraespecíficos que resultarão em um zigoto com um conjunto incomum de cromossomos (combinação de genomas distintos). Neste caso, o indivíduo é conhecido também como alopoliploide (origem genômica de linhagens diferentes) e terá um múltiplo numérico cromossômico somatório entre os gametas das duas espécies ou indivíduos cruzados.
Caso o poliplóide tenha sido decorrente da duplicação ou adição cromossômica de seu genoma específico, será denominado autopoliplóide. Ele apresentará mais de dois grupos de cromossomos do tipo homólogo correspondente, o que não vemos em diploides por exemplo.
Existem outras formas de poliploidia, mas estas acima são as mais conhecidas.
A poliploidia pode ser considerada um fenômeno de mutação gerador de biodiversidade que ocorre nos mais diversos grupos de eucariotos e pode surgir em populações de uma mesma espécie  e 
Mesmo assim, é um fenômeno bastante típico em plantas e estudos moleculares investigam como  (e se)  linhagens poliplóides podem revelar e direcionar as rotas evolutivas desses organismos. 
Os novos estudos apontam para alternativas de formação de linhagens por poliploidia e tentam explicar a formação de fluxo e fundo genéticos das populações onde o fenômeno é observado 
Poliploides geralmente são representados com a simbologia 2n (referindo ao material genético resultante da fusão de gametas) e 3x para triploides, 4x para tetraploides e assim por diante.

## Aplicações

### Endopoliploidia
Denota a ocorrência do aumento de cromossomos das células de organismo, ocasionado principalmente pela endomitose (duplicação cromossômica sem a divisão mitótica do núcleo celular, ocorre a separação dos filamentos cromossômicos, mas não há divisão celular). Nesse caso, o grau da ploidia é proporcional ao número de endomitoses que se sucederam nos cromossomos.
Quando se trata de plantas, a endopoliploidia pode apresentar resultados desiguais. Ela é comumente encontrada em angiospermas, enquanto que, em outras linhagens, como em hepáticas, ainda não foi encontrada essa ocorrência. Alguns estudos recentes demonstram que a endopoliploidia pode ser útil no desempenho na resposta das plantas ao estresse ambiental 
Existem três tipos de endopoliploidia relatadas nas linhagens de plantas até o momento: endociclos, endomitose e endorreduplicação parcial progressiva. 
O endociclo é o mais encontrado entre todas elas.

### Indústria
Técnicas de manipulação gênica estão sendo estudadas no que diz respeito à geração artificial de plantas poliplóides e a investigação dos resultados ecológicos e industriais da poliploidização são essenciais na condução dos adventos da engenharia genética 

### Biogeografia
A poliploidia pode ser extremamente importante na distribuição geográfica de determinadas espécies e responsável pela sua adaptação e ocupação de novos ambientes, como demonstram estudos com anfíbios 

### Angiospermas
Estudiosos da biologia evolutiva em angiospermas têm postulado que a poliploidia nesse grupo de plantas teria sido fundamental para sua sobrevivência e adaptação sexual, principalmente a partir do surgimento do mecanismo de dupla fecundação, típico de plantas florais e que comumente resulta na concepção de um endosperma energético triploide 

### Medicina
São encontradas formas poliplóides em algumas células somáticas do nosso organismo durante seu ciclo natural, como em hepatócitos. Estudos recentes tentam desvendar a ligação entre a poliploidização nessas células e o desenvolvimento de células tumorais em câncer hepático 
A poliploidia também está historicamente ligada a aberrações cromossômicas numéricas, típicas das mais variadas doenças e condições de saúde em humanos, como elucidado nos tópicos a seguir.

#### Mutações cromossômicas
São disfunções numéricas cromossômicas x alteração estrutural do ADN, como seguem seus principais tipos:

##### Euploidia em humanos
Mutação cromossômica numérica onde ocorre uma variação em todo o conjunto cromossômico. Nos humanos na maior parte dos casos ocorrem abortos espontâneos. Os organismos com essa mutação são os monoplóides que apresentam apenas um conjunto de cromossomos e os poliplóides que possuem mais de dois conjuntos básicos de cromossomos, quando acontece repetição do mesmo genoma básico (grupo x) são chamados de autopoliploide e quando ocorre a mutação em grupos (x) diferentes são chamados alopoliploide.

##### Aneuploidia em humanos
Anomalia autossômica que ocorre durante a meiose e afeta a quantidade de cromossomos em um indivíduo podendo ser aditiva ou subtrativa. A aneuploidia pode causar o desenvolvimento de síndromes (Ex.: Síndrome de Down) ou pode não afetar o cotidiano do indivíduo. A anomalia causada pode ser funcional ou estrutural.

##### Algumas classificações de Aneuploidia
Nulissomias – ausência de um par de cromossomos (2n-2) .
Monossomias – perda de um único cromossomo (2n-1). O exemplo mais conhecido na espécie humana é a síndrome de Turner, que ocorre exclusivamente em mulheres, afetando um cromossomo X.
Trissomias – presença de um cromossomo extra no conjunto (2n+1). As síndromes mais comuns na espécie humana são a Síndrome de Down, sendo a trissomia numérica do cromossomo n.º21 e a Síndrome de Klinefelter ligada aos cromossomos sexuais que afeta apenas homens (47 XXY). Outras trissomias mais raras são a síndrome de Patau (cromossomo n.º13) e síndrome de Edward (cromossomo n.º18).
Mixoploidia - se dá a uma mutação cujas células componentes em uma população celular diferem em seus números de cromossomos, independente de seus números serem euplóides ou aneuplóides. Em suma, mixoploidia abrange qualquer tipo de mosaico genético no qual a heterogeneidade entre diferentes elementos compreende diferenças numéricas de cromossomos.
Ela pode ser resultante da irregularidade mitótica variada de fusões celulares, nucleares e processos amitóticos que geram indivíduos viáveis. Um dos casos de mixoploidia pode ser também a endopoliploidia causada pela endomitose ou endoreduplicação de cromossomos.
Disploidia - a disploidia refere-se a modificações no número cromossômico por conta de rearranjos cromossômicos estruturais. A disploidia pode ocorrer de maneira relativamente frequente quando se trata de plantas com sementes, de modo que dentro de um grupo de indivíduos sob investigação ocorre uma série de números cromossômicos básicos que geralmente diferem por um cromossomo, como por exemplo x= 5;6;7, etc. Frequentemente, a disploidia é acompanhada por mudanças estruturais mais ou menos drásticas dos cromossomos envolvidos.
Colquiploidia - definido como uma poliploidia induzida pela aplicação de colchicina, este método aumenta a eficiência na duplicação de cromossomos, melhorando as culturas utilizadas em floricultura. A aplicação de colchicina durante a divisão celular em células vegetais leva a inibição da segregação cromossômica durante a meiose, fazendo com que metade dos gametas produzidos não contenha cromossomos e a outra metade contenha o dobro de cromossomos que o normal.
Este método já foi utilizado em muitas safras de frutas, como a do mamão, goiaba, banana, uva, annona, figo, pinha, romã,maracujá etc.

#### Métodos de aplicação
Os métodos de utilização do composto colchicina em manipulação genética seguem 
● Aplicação de colchicina em solução aquosa, porém por serem mais instáveis é importante utilizar soluções recém-preparadas.
● Tratamento de sementes: As sementes são embebidas em recipientes rasos, de modo a facilitar a aeração, em concentrações de 0,001 a 1% e 0,2% de colchicina, por um período de 10 dias.
● Aplicação de colchicina 0,1 a 1% de concentração, com pincel ou conta gotas, nos ápices de ramos em crescimento; repetindo o processo uma ou duas vezes ao dia por alguns dias.
● Aplicação de 1% de colchicina em botões de rebento de plantas lenhosas, e adição de um pouco de umedecimento a solução de colchicina para melhor penetração.

##### Técnicas de manipulação
Colchicina:
Produto químico venenoso extraído de sementes (0,2-0,8%) e bulbos (0,1-0,5%) de açafrão de outono ( Culchicum autumnale).
Fórmula da Colchicina pura:
C22H25O6N